# SOUNDTRACKS
《SOUNDTRACKS》是日本搖滾樂團Mr.Children的第20張原創專輯，於2020年12月2日由Toys Factory發行。
這張專輯收錄了以單曲發行的〈Birthday/與你相疊的獨白〉（Birthday/君と重ねたモノローグ）及〈turn over?〉。此外，還包括了關西電視台・富士電視台週二劇集《姐姐的戀人》的主題曲〈Brand new planet〉、麒麟啤酒「麒麟特製檸檬沙瓦」廣告歌曲〈others〉、日本電視台資訊節目《ZIP!》的主題曲〈The song of praise〉，以及在第71回NHK紅白歌合戰上演唱的〈Documentary film〉等共10首歌曲。為了追求「新音樂的可能性」和「刺激」，專輯所有歌曲均與曾獲得葛萊美獎的音樂工程師斯蒂夫·菲茨莫里斯（Steve Fitzmaurice）等人共同在海外錄製。這也是樂團首次發行的黑膠唱片。

## 背景
2019年舉行的巨蛋巡演「Mr.Children Dome Tour 2019 "Against All GRAVITY"」上，櫻井和壽曾透露：「這次巡演結束後，我們馬上將前往倫敦錄音。」最初提出倫敦錄音計劃的是田原健一。當時田原正熱衷於聆聽Sam Smith的專輯《The Thrill of It All》，被專輯內溫暖而簡潔的音像，以及其以類比錄製方式所吸引。這個話題在「Mr.Children Tour 2018-19 重力與呼吸」的巡演後台與Ken Matsui討論後，Matsui為他們介紹了曾擔任《The Thrill of It All》工程師的Steve Fitzmaurice。終於在2018年12月，正巧Fitzmaurice來到日本，樂團成員親自拜訪他，從此開啟了倫敦錄音的計劃。
最初，櫻井只製作了幾首Demo帶，對專輯的方向尚無具體考量。但對於田原的提議，櫻井表示欣然同意，認為「身為Mr.Children的我們已經走過了28年，對新專輯很難再找到明確的方向。正因如此，我們一直努力在尋求外部的因素來製造驚喜，我個人也非常期待這種意外。」鈴木英哉也表示「我們樂團總是有些突如其來的想法，且最終都會帶來好的結果，所以預感這次也有很好的成果。」因此，樂團成員幾乎異口同聲地接受了該項提議。原先他們只打算錄製〈Documentary film〉和〈others〉這兩首歌曲，之後再決定是否繼續下去。然而，錄製後的成果令他們深表驚嘆，於是決定完成整張專輯。

## 製作
專輯錄音分別在倫敦的RAK Studios和洛杉磯的Sunset Sound進行。這是自2000年發行的第九張專輯《Q》以來，相隔約20年之後再次於海外錄音。樂團是在2019年7月、10月和2020年3月在倫敦停留，2020年1月則在洛杉磯，各約兩週時間。2020年3月的倫敦錄音則是趕在COVID-19疫情擴散導致封鎖前完成。
專輯的母帶處理由紐約Sterling Sound的蘭迪·梅里爾（Randy Merrill）負責。

## 製作人
這張專輯由曾與Sam Smith、U2及Seal等音樂人合作，並多次獲得葛萊美獎的Steve Fitzmaurice擔任共同製作人及錄音工程師。鈴木英哉稱Fitzmaurice的工程技術能很好地凸顯歌聲和演奏部分；櫻井和壽則認為他的工作非常直接、具高效能，強調了傳遞歌聲的本質，並讓音樂更能突出樂團成員的表現。同時，櫻井感受到他非常注重「餘韻」；田原健一則稱他為「殘響的魔術師」。
製作過程中，樂團先在日本進行前期製作，確定編曲後再交由Fitzmaurice進行錄音，儘管最後雖未大幅修改編曲，但成品的聲音呈現卻完全不同。鈴木英哉回憶稱這是一次全新的錄音體驗。
另外，前作《重力與呼吸》的音樂總監Ken Matsui此次也以共同製作人參與其中。田原健一稱Matsui在日本錄製Demo帶階段便已參與，並在錄音過程之中擔任關鍵的聯繫角色。
因此，這張專輯並非如前作《重力與呼吸》那樣的自我製作。田原提議海外錄音的原因，在於希望以不同的視角重新審視樂團，從而尋訪到新的靈感。櫻井回顧說，他們聽取對Mr.Children音樂沒有先入為主的意見，並從這種過程中發現新的可能性。對於這次製作經驗，櫻井表示「對他來說，最恐怖的是被人厭倦，因此一直考慮如何帶來新的刺激。」而鈴木則認為，「通過這次錄音，明白不必總是依賴自己內在的創新，而是可將積累的經驗昇華並體現出來。」

## 弦樂編曲
這張專輯中除了〈turn over?〉和〈The song of praise〉之外，所有歌曲都加入了弦樂編曲。負責弦樂和銅管編曲的是賽門·黑爾（Simon Hale），他曾為碧玉（Björk）和傑米羅奎爾（Jamiroquai）等歌手創作過作品。櫻井和壽對於Hale的弦樂編曲表示高度讚賞：「Hale不僅能將我們在示範音源中設定的弦樂編排進行擴展，有些歌曲甚至超越了我們的想像，加入了令人驚喜的合音效果，這令我們深感震撼。」田原健一也指出，Hale非常注重歌詞的世界觀：「他對於櫻井的音樂有著非常深入的理解與熱愛。」
櫻井和壽還評價了Hale與Fitzmaurice之間的絕妙平衡：「如果我們按照以前的方式錄製音樂，那麼這些弦樂部分可能會顯得過於華麗。但因為Fitzmaurice能夠真實地捕捉到我們四人的音樂，使其成為整體的骨架，即使大量地使用弦樂，依然保持樂隊的整體感。」

## 類比錄音
這張專輯的所有歌曲都是通過類比錄音（analogue recording）製作的。這也是Mr.Children自1996年發行的第五張專輯《深海》以來，時隔24年再度採用類比錄音。
類比錄音不同於一般的數位錄音（digital recording），難以進行部分重錄（即「打補丁」），因此樂團成員在錄製時必須保持高度的緊張感，以現場表演的態度來完成每一首歌曲。櫻井回憶說，他們曾在日本進行了多次預先製作，就像是「以新樂隊的狀態做好準備，然後才前往倫敦錄音。」又說：「我們的音樂熱情得到了錄音師們深情的回應，這次合作真的是一場魔術。」

## 音樂性
櫻井和壽表示，由於是在海外進行錄音，這張專輯呈現出「樂隊的聲音極具存在感，簡單且有力，能讓人感受到每位成員演奏時的表情和指尖的動作。」中川敬輔也提到：「在無法通過語言交流的情況下，我們純粹地通過音樂來實現將這些歌曲傳達給聽眾的願望。」
有關收錄的歌曲中，櫻井提到：「這次的創作更注重於詞曲創作，而非單純地展現樂隊的聲音。」他還表示：「田原健一提出的海外錄音的建議，旨在尋找能突出歌聲的錄音、工程師和製作方式，並將這一願望寄託給了Steve Fitzmaurice。」此外，這次歌曲在編曲之前就已完成了歌詞的創作，在以往經驗中是很少見的。因此，櫻井認為這次創作的起點或許正在於「歌詞」。
櫻井還指出：「這張專輯的歌曲比較標準化，並未刻意地追求新奇或創新，基本上還是保留了Mr.Children的原貌。」另一方面，由於擔心「聽眾會感到厭倦」，因此歌曲創作中自然而然地縮短了曲目的時間。
對於這張專輯的成就，櫻井認為這是他們截至目前為止的「最高傑作」，並說：「我不認為我們能創作出超越這張專輯的作品。」在接受雜誌採訪時，他表示：「每次發行專輯時，我們都會努力避免給人一種『只是習慣成自然的老牌樂團』的形象，總會嘗試一些新事物。但這次，最後我們卻自然地呈現出一種自信，亦即『我們是傳奇樂隊』。」

## 歌詞
關於這張專輯的歌詞，櫻井表示：「隨著年齡的增長，我們逐漸接受了年華老去的事實。相比之下，《重力與呼吸》是我抗拒這一現實的努力結晶（笑）。」他透露，在創作這些歌曲之際，既然已意識到自己即將步入五十歲，而這次專輯中的許多歌曲都像日記一般，是「為自己創作」的。櫻井認為，這些以自我為出發點的歌曲大多帶有一種「彼岸性」；另一方面，〈Birthday〉等的聯名合作商業搭配的曲目，以及像〈Brand new planet〉這樣原本並非為自己演唱而創作的歌曲，他表示「強烈展現了青春的特質」。
儘管如此，櫻井還是希望這些音樂能被不同世代的人所接受。他認為，這張專輯以類比錄音製作，避免了「過於現代化」的數位錄音可能會帶來「老氣橫秋」之印象，使得整張專輯充滿歷史感和深度。

## 與前作的關聯性
櫻井和壽表示，正因製作了《重力與呼吸》，才能夠製作出本專輯。《重力與呼吸》是在Mr.Children迎來主流出道25週年之後製作的，當時他們即將年滿50歲，製作這張專輯的想法並非簡單地呈現當時聲音，而是想要創作一張能夠與現在那些閃閃發亮的年輕人擁有同樣能量的專輯。此外，在進行巡演「Mr.Children Tour 2018-19 重力與呼吸」和「Mr.Children Dome Tour 2019 'Against All GRAVITY'」中，他們也抱著「希望以現役的姿態，儘可能用新鮮的身體語言、表演和音樂來傳遞給大家」的心情進行演出。在完成這些之後，櫻井表示「我覺得這次的表現中，我們似乎能夠表達出一種放鬆感，也包括了對老去的接受，以及能量不再緊繃的狀態」。
因此，櫻井也提到，如果在25週年剛結束的時候，「一定會因為害怕被認為『啊，已經枯萎了』或『變得安穩了』而無法創作出這樣的專輯」。不過，在製作Demo帶時，他們並無意識到這一點，因此當時也存在一些與本專輯方向不同的候選歌曲。

## 專輯標題
至於專輯標題，櫻井表示：「我希望這張專輯能成為一張讓平淡無奇的日子看起來稍微有些色彩的原聲帶，於是取了這個名字。」櫻井一向認為，歌曲的主角不是他自己，而是聽眾，Mr.Children也不是那種試圖向世人傳達訊息或表達訴求的樂團，而這想法在這次創作中變得更為強烈。田原健一也表示：「這可以說是我們的信念吧。我們希望創作的音樂能夠貼近聽眾，而這個標題某種程度上反映了該理念的終極形式」。

## 發行
本作以四種形式發行，分別為初回限定盤A、B，通常盤，以及初回生產限定黑膠盤。所有版本均以套袖紙殼包裝。初回限定盤A附帶CD和DVD，初回限定盤B附帶CD和Blu-ray，通常盤則僅包含CD，而初回生產限定黑膠盤則為180克重量級黑膠唱片。DVD和Blu-ray收錄了約50分鐘的影片《LIVE & Documentary of SOUNDTRACKS "MINE"》，其中包含拍攝的影像、錄音過程，以及成員的訪談內容，還收錄了「Documentary film」的音樂錄影帶。此外，根據購買地點的不同，也提供了不同的先行特典（詳情後述）。
本專輯是繼前作《重力與呼吸》之後時隔2年2個月所發行，也是Mr.Children進入令和時代後的首張專輯。專輯首次以黑膠唱片形式發行，黑膠盤的刻製由艾比路錄音室（Abbey Road Studios）的邁爾斯·肖威爾（Miles Showell）負責。2021年2月14日起，這張專輯也開始提供下載和串流服務。

## 推廣活動
在本作發行的消息公布的同時，專輯的官方Twitter帳戶也同步啟動。在專輯發行當週，一輛包裹著專輯封面設計的微型巴士「SOUNDTRACKS號」主要在澀谷周邊行駛。
樂團時隔約5年再次登上電視節目，並在除夕夜參加了自2008年表演〈GIFT〉後，相隔12年再次登場的「NHK紅白歌合戰」。從本專輯中，一共演奏了六首歌曲。
此外，攝影師薮田修身利用樂團在海外錄音時拍攝的照片，創作了名為《THERE WILL BE NO MIRACLES HERE》的裝置藝術展覽，於2020年12月至2021年2月間在東京、名古屋和大阪三個城市舉辦。同名的攝影集也製作完成，並在展覽現場先行販售後，於2021年1月25日正式公開發售。2021年10月，該展覽在札幌也有展出。

## 藝術設計
本專輯的藝術設計由King Gnu成員常田大希主導的創意團隊PERIMETRON負責。他們承擔了專輯封面設計及收錄曲目的音樂錄影帶製作。創意總監由佐々木集擔任，藝術總監由Margt（高畠新和前田勇至）負責。
封面描繪了各個時代的交通工具聚集在一棵樹上的景象。這棵樹象徵著「文明的起源」或「跨越時代持續存在的事物」，展現了在名為《SOUNDTRACKS》的這棵樹下，人們跨越時代聚集聆聽的情景。

## 現場演出
2020年12月24日，Mr.Children的官方YouTube頻道上發布了一段名為「Memories Sessions」的表演影像。這段影像僅限一週公開，演出了本專輯收錄的〈Documentary film〉和〈memories〉。在這次演出中，小林武史（鋼琴）、四家卯大（大提琴）、沖祥子（小提琴）、下川美帆（小提琴）、菊地幹代（中提琴）參與了演奏。此外，在2022年5月11日發行的精選專輯《Mr.Children 2011-2015》的初回限定盤及通常盤初回壓片版購買者限定網站「SPECIAL ENTRANCE 1」中，從同年5月10日到2023年5月9日，這段影像再度以限時公開的方式呈現。
Mr.Children習慣在專輯發行後舉行全國巡演，這次也計劃自2020年底開始舉行體育館巡演，但由於新冠肺炎 (COVID-19) 的影響而未能實踐。據說這次巡演原本還計劃攜帶弦樂團一同參與。
2021年9月18日至19日，Mr.Children參加了B'z主辦的大阪城音樂廳演出「B'z presents UNITE #01」。這是樂團時隔約兩年半的首次現場演出，表演了本作收錄的〈others〉、〈DANCING SHOES〉和〈Brand new planet〉，這些曲目均是首次在現場演出。此次演出的影像從同年10月4日到10月10日進行了限時付費播放。此外，前述的「SPECIAL ENTRANCE 1」網站及同時發售的精選專輯《Mr.Children 2015-2021 & NOW》的初回限定盤及通常盤初回壓片版購買者限定網站「SPECIAL ENTRANCE 2」上，包含本專輯收錄曲目在內的演出片段於2022年5月10日至2023年5月9日再次限時公開。

## 評價
音樂評論家高橋智樹在評論本專輯時表示，〈Brand new planet〉和〈The song of praise〉中必不可少的合唱部分，以及〈Birthday〉中的強烈高昂情感，都與前作《重力と呼吸》中所展現的樂隊音樂的肉體性有著顯著區別。他評價道：「這張專輯展現了Mr.Children自出道以來28年職業生涯的強大氣場，同時也是他們歷來專輯中最具溫柔包容力的作品」。
音樂評論網站Mikiki的鬼頭隆生對本專輯的評價指出：「在保留前作中某些生動的樂隊感覺的同時，製作了富有起承轉合的豐富而精密之音效。雖然某些旋律和編曲讓人聯想到他們早期的作品，但歌詞中所傳達的情感和故事更像是短篇電影，描繪了年長者生活中的苦澀與無奈，以及蘊藏其中的希望」。
作家大石始評論道：「雖然專輯中的多數樂曲都採用了流暢的弦樂編排，但其核心仍是結實而靈活的樂團合奏。所有元素有機地結合在一起，描繪出只有Mr.Children才能創造的廣闊世界。這張專輯證明了Mr.Children不僅是日本頂尖的超級樂團，還是一支具有全球視野的當代搖滾樂隊」。

## 排行榜成績
在發行首週內，《SOUNDTRACKS》銷量約27.9萬張，並在2020年12月14日公佈的Oricon每週專輯排行榜和Billboard JAPAN綜合專輯排行榜「Billboard Japan Hot Albums」中雙雙獲得首位。這是Mr.Children連續第五張專輯獲得專輯排行榜第一名，也是他們的第18張專輯登頂。此一成就使他們與南方之星（サザンオールスターズ）、嵐並列為「男性藝人歷史上專輯獲得第一名次數第三多」的藝人。憑藉本專輯獲得第一名，Mr.Children也在1990年代、2000年代、2010年代和2020年代四個不同年代的專輯都達成了排行榜冠軍。
此外，該專輯在2020年12月的Oricon月間專輯排行榜中也位列第一。在2020年度Oricon年間專輯排行榜（統計期間：2019年12月9日至2020年12月13日）中名列第七，這是他們自第十張專輯《IT'S A WONDERFUL WORLD》以來連續十張原創專輯進入年度專輯排行榜前十名。在2021年度Billboard JAPAN年間綜合專輯排行榜「Billboard Japan Hot Albums of the Year 2021」（統計期間：2020年11月23日至2021年11月28日）中排名第六。
在SoundScan Japan發佈的黑膠唱片排行榜中，本專輯以售出9,042張的成績，成為2020年度的年間冠軍。
2021年2月22日，本專輯開放對外提供付費下載。在該週的Oricon數位專輯排行榜和Billboard JAPAN數位專輯排行榜「Billboard Japan Download Albums」中，由於只統計了一天，兩個排行榜均以第六名初登場；但在翌週3月1日公佈的排行榜中，兩榜皆達到第一位。